# Vexillum unifasciatum
Vexillum unifasciatum är en snäckart. Vexillum unifasciatum ingår i släktet Vexillum och familjen Costellariidae. Inga underarter finns listade i Catalogue of Life.